# Through the Past, Darkly (Big Hits Vol. 2)
Through the Past, Darkly (Big Hits Vol. 2) es el tercer álbum recopilatorio de la banda británica The Rolling Stones, publicado en septiembre de 1969, poco tiempo después de la muerte del guitarrista Brian Jones. 

## Grabación y lanzamiento
Como el primer álbum recopilatorio de 1966 fue lanzado en forma separada en formatos americano y británico (la versión británica tenía temas de la era Aftermath), las canciones de la versión americana de Through the Past, Darkly (Big Hits Vol. 2) contienen los sencillos de ese periodo. La versión británica contiene la oscura "You Better Move On", del EP The Rolling Stones de 1964 y "Sittin' on a Fence", una canción excluida de Aftermath que fue publicada en el álbum americano Flowers de 1967. Además incluye canciones que no fueron publicadas en álbumes regulares como "Let's Spend the Night Together", "Ruby Tuesday", "We Love You", "Dandelion" y "Honky Tonk Women". 
Las dos versiones de Through the Past, Darkly (Big Hits Vol. 2) resultaron ser todo un éxito comercial, ya que en los Estados Unidos y el Reino Unido alcanzaron el segundo lugar de ventas.El nombre del álbum proviene de la Biblia del rey Jacobo en 1° Corintios 13: "Por ahora vemos a través de un espejo, oscuro, pero pronto nos veremos cara a cara:...", aunque la intención real de los Stones era hacer un homenaje a la película Through a Glass Darkly de Ingmar Bergman.

## Lista de canciones
Todas las canciones escritas por Mick Jagger y Keith Richards, excepto donde se indica.

### Versión británica
1. "Jumpin' Jack Flash" – 3:40
  - Originalmente publicada como sencillo en mayo de 1968
2. "Mother's Little Helper" – 2:45
3. "2000 Light Years from Home" – 4:45
4. "Let's Spend the Night Together" – 3:36
  - Originalmente publicada como sencillo en enero de 1967
5. "You Better Move On" (Arthur Alexander) – 2:39
  - Originalmente publicada en el EP de 1964 The Rolling Stones
6. "We Love You" – 4:22
  - Editada; Originalmente publicada como sencillo en agosto de 1967
7. "Street Fighting Man" – 3:15
8. "She's a Rainbow" – 4:11
9. "Ruby Tuesday" – 3:16
  - Originalmente publicada como sencillo en enero de 1967
10. "Dandelion" – 3:32
  - Originalmente publicada como sencillo en agosto de 1967
11. "Sittin' on a Fence" – 3:02
  - Originalmente publicada en el álbum compilatorio americano Flowers en julio de 1967
12. "Honky Tonk Women" – 3:00
  - Originalmente publicada como sencillo en julio de 1969

### Versión americana
1. "Paint It, Black" – 3:20
2. "Ruby Tuesday" – 3:12
3. "She's a Rainbow" – 4:35
4. "Jumpin' Jack Flash" – 3:40
5. "Mother's Little Helper" – 2:40
6. "Let's Spend the Night Together" – 3:29
7. "Honky Tonk Women" – 3:03
8. "Dandelion" – 3:56
9. "2000 Light Years from Home" – 4:45
10. "Have You Seen Your Mother, Baby, Standing in the Shadow?" – 2:33
11. "Street Fighting Man" – 3:10

## Personal
- Mick Jagger – vocalista, guitarra, armónica, y teclado
- Brian Jones  – guitarra, armónica, citara, tambura, melotrón, flauta, órgano y voces
- Keith Richards – guitarra, teclado, y voces
- Mick Taylor – guitarra
- Charlie Watts – batería, percusión
- Bill Wyman – bajo, sintetizador, teclado, y voces

## Listas
Álbum
| Año  | Lista                | Posición |
| ---- | -------------------- | -------- |
| 1969 | UK Albums Chart      | 2        |
| 1969 | Billboard Pop Albums | 2        |

Sencillos
| Año  | Sencillo           | Lista                 | Posición |
| ---- | ------------------ | --------------------- | -------- |
| 1969 | "Honky Tonk Women" | UK Top 50 Singles     | 1        |
| 1969 | "Honky Tonk Women" | The Billboard Hot 100 | 1        |

- Datos: Q27568